# Большой термодинамический потенциал
Большой термодинамический потенциал (потенциал Ландау) — термодинамический потенциал, используемый для описания систем с переменным числом частиц (большого канонического ансамбля). Был введён Гиббсом и обозначен им как {\displaystyle \Omega }, поэтому иногда также называется омега-потенциалом.

## Определение
{\displaystyle \Omega =U-TS-\mu N=F-\mu N},
где {\displaystyle F} — свободная энергия Гельмгольца, {\displaystyle \mu } — химический потенциал, {\displaystyle N} — число частиц, {\displaystyle P} — давление, {\displaystyle V} — объём, {\displaystyle T} — температура, {\displaystyle S} — энтропия.
Отсюда его дифференциал равен
{\displaystyle d\Omega =-SdT-PdV-Nd\mu }.
Поэтому большой термодинамический потенциал записывают как функцию
{\displaystyle \Omega =\Omega (T,V,\mu )}.
Можно показать, что в случае однородных систем, то есть при аддитивности внутренней энергии
{\displaystyle U(\alpha S,\alpha V,\alpha N)=\alpha U(S,V,N)},
для большого термодинамического потенциала справедливо выражение
{\displaystyle \Omega =-pV}.
Для этого нужно подставить в выражение для {\displaystyle d\Omega } уравнение Гиббса — Дюгема.

## Большой термодинамический потенциал и термодинамическое равновесие
Можно показать, что для системы с фиксированными (извне) объёмом, температурой и химическим потенциалом (но переменным числом частиц) точка термодинамического равновесия является точкой минимума большого термодинамического потенциала.